# Julieta Sciancalepore
Julieta Sciancalepore (sinh ngày 6 tháng 6 năm 1987) là một vũ công người Argentina từ Concepción del Uruguay, Entre Ríos,Argentina, người được biết đến với phiên bản Argentina của Bailando por un Sueño 2011.

## Đầu đời
Julieta Sciancalepore sinh ngày 6 tháng 6 năm 1987 tại Concepción del Uruguay, Entre Ríos, Argentina ô là con gái duy nhất, mẹ cô qua đời khi cô 17 tuổi, và kể từ đó mối quan hệ của cô với cha cô Armando đã tăng trưởng. Cô học múa ba lê từ khi cô 6 tuổi. Ở tuổi 18, Sciancalepore chuyển đến Buenos Aires, nơi cô lấy bằng bốn môn cuối cùng để trở thành một nhà tâm lý học.

## Sự nghiệp
Cô bắt đầu sự nghiệp của mình trên truyền hình với tư cách là một vũ công trong chương trình Sábado Show (Saturday Show), được tổ chức bởi Jose María Listorti và Denise Dumas. Đồng thời Sciancalepore là một phần của dàn diễn viên của chương trình giải trí Preparen, Apuesten, Juego do Freddy Villarreal trình bày. Năm sau, cô được chọn là một trong những chương trình truyền hình nổi tiếng nhất của Argentina, Bailando Por Un Sueño 2011, là đối tác khiêu vũ của nhà sản xuất nổi tiếng Peter Alfonso, đại diện cho Casa del Menor Concepción Del Uruguay, một tổ chức cung cấp dịch vụ chăm sóc 96 trẻ em trong điều kiện dễ bị tổn thương. Vào giữa tháng 4 năm 2011, Sciancalepore đã được liên kết trong một mối tình với đối tác khiêu vũ của cô, mà cô đã luôn luôn bị từ chối, cho đến khi Alfonso nói rằng ông đang ở trong một mối quan hệ với mô hình hàng đầu Argentina Paula Chaves. Vào giữa năm, cô bắt đầu tập luyện cho vở nhạc kịch Hembras, một vở kịch về múa đương đại và nhạc Jazz Lyrical đại diện cho vũ trụ phụ nữ ở các trạng thái cảm xúc khác nhau, bất kể sắc tộc, giải phẫu, tín ngưỡng và tôn giáo của họ. Dàn diễn viên gồm có Cleria Zangari, Pilar de Santadina, Maria Mercedes Speroni, Sol Maria Montero, Yvonne Jaureguialzo, Luciana Larocca và Jorgelina Balerdi. Julieta luôn được công nhận là một trong những phụ nữ đẹp nhất trong cuộc thi và là một vũ công vĩ đại. Vào ngày 16 tháng 12, Sciancalepore và Peter Alfonso đã bị loại qua cuộc bỏ phiếu qua điện thoại với 43,02% hỗ trợ công cộng, thua ca sĩ Coki Ramírez và vũ công chuyên nghiệp Leandro Nimo, đứng thứ 5 trong số 30 thí sinh. Trước đây, cặp đôi đã loại bỏ nữ diễn viên / người mẫu Eugenia Lemos, người chiến thắng trong chương trình, Soñando por Bailar, với 74,09% số phiếu bầu. Trong chương trình, Julieta và Peter tiếp tục giúp đỡ tổ chức thông qua các khoản quyên góp. Vào ngày 26 tháng 12, Sciancalepore tham gia chương trình thực tế Soñando por Bailar 2012, nơi cô là thành viên của thí sinh Facundo Gonzalez. Facundo đã bị loại bỏ vào ngày 6 tháng 2, nhưng anh và Julieta đã được chọn để ở trong cuộc cạnh tranh của công chúng.

## Truyền hình
| Năm  | Chương trình              | Kênh        | Vai trò   |
| ---- | ------------------------- | ----------- | --------- |
| 2010 | Sabado Show               | Canal Trece | Vũ công   |
| 2011 | Preparen, Apuesten, Juego | Canal Trece | Vũ công   |
| 2011 | Bailando por un sueño     | Canal Trece | Vũ công   |
| 2011 | La cocina del Show        | Canal Trece | Khách mời |
| 2012 | Soñando por Bailar 2012   | Canal Trece | Vũ công   |

## Nhà hát
| Năm  | Vai     | Đạo diễn    | Vai trò |
| ---- | ------- | ----------- | ------- |
| 2011 | Hembras | Ana Azcurra | Vũ công |